# Rhodes, Oos-Kaap
Rhodes este un oraș din Africa de Sud.
Denumirea inițială a localității a fost, probabil, Rossville, dar a fost redenumită în onoarea lui Cecil John Rhodes (1853-1902), om de stat și politician. Locul este renumit pentru climatul său rece și zăpadă în timpul iernii.